# Atrophaneura
Atrophaneura és un gènere de lepidòpters papilionoïdeus de la família dels papiliònids (Papilionidae) que inclou nombroses espècies distribuïdes per Àsia oriental i Sud-est asiàtic fins a Austràlia.

## Taxonomia
- Atrophaneura adamsoni Grose-Smith, 1886
- Atrophaneura aidoneus Doubleday, 1845
- Atrophaneura alcinous Klug, 1836
- Atrophaneura antenor Drury, 1773
- Atrophaneura antiphus (Fabricius, 1793)
- Atrophaneura aristolochiae (Fabricius, 1775)
- Atrophaneura atropos (Staudinger, 1888)
- Atrophaneura coon (Fabricius, 1793)
- Atrophaneura crassipes Oberthür, 1879
- Atrophaneura daemonius Alpheraky, 1895
- Atrophaneura dasarada (Moore, 1858)
- Atrophaneura dixoni (Grose-Smith, 1900)
- Atrophaneura hector (Linnaeus, 1758)
- Atrophaneura hedistus (Jordan, 1928)
- Atrophaneura horishana (Matsumura, 1910)
- Atrophaneura impediens (Rotschild, 1895)
- Atrophaneura jophon (Gray, 1852)
- Atrophaneura kotzebuea (Eschscholtz, 1821)
- Atrophaneura kuehni Honrath, 1886
- Atrophaneura laos Riley et Godfrey, 1921
- Atrophaneura latreillei Donovan, 1826
- Atrophaneura leytensis Murayama, 1978
- Atrophaneura liris Godart, 1819
- Atrophaneura luchti Roepke, 1935
- Atrophaneura mariae Semper, 1874
- Atrophaneura mencius C. & R. Felder, 1862
- Atrophaneura neptunus Guérin-Méneville, 1840
- Atrophaneura nevilli Wood-Mason, 1882
- Atrophaneura nox Swainson, 1822
- Atrophaneura pandiyana Moore, 1881
- Atrophaneura phlegon C. & R. Felder, 1864
- Atrophaneura plutonius Oberthür, 1907
- Atrophaneura polla de Nicéville, 1897
- Atrophaneura polydorus Linnaeus, 1763
- Atrophaneura polyeuctes Doubleday, 1842
- Atrophaneura polyphontes Boisduval, 1836
- Atrophaneura priapus Boisduval, 1836
- Atrophaneura rhodifer Butler, 1876
- Atrophaneura schadenbergi Semper, 1891
- Atrophaneura semperi C. & R. Felder, 1861
- Atrophaneura strandi Bryk, 1930
- Atrophaneura sycorax Grose-Smith, 1885
- Atrophaneura varuna White, 1842